# Chris Marquette
Chris Marquette, né Christopher George Marquette est un acteur américain né le 3 octobre 1984 à Stuart (Floride).

## Biographie[1]
Christopher Marquette commence à Dallas à l’âge de 4 ans comme mannequin. Puis à l'âge de huit ans il déménage avec sa famille dans le New Jersey où il a commencé à travailler au théâtre. À New York il apparaîtra à Broadway dans la pièce An Inspector Calls  et il jouera également Tiny Tim dans A Christmas Carol. Il est aussi apparu dans un sketch du Saturday Night Live quand il avait 11 ans. En 1995 il fera son début à l'écran et où il incarnera le fils de Mira Sorvino dans Sweet Nothing. Il joue ensuite en 1999 dans The Tic Code aux côtés de Gregory Hines. Il tire ses succès dans des films comme Just Friends, The Girl Next Door ou Freddy contre Jason.
Christopher joue dans American Gun, sorti au Festival international du film de Toronto en 2005 aux côtés de Justin Timberlake, Sharon Stone, Bruce Willis et rejoint Emile Hirsch dans le film de Nick Cassavetes, Alpha Dog en 2006, dont la première eut lieu au Festival du film de Sundance de 2006. 
Il est l'ainé de trois frères qui sont poussés par leurs parents dans leurs carrières. Sean Marquette (qui joue dans 30 ans sinon rien de Gary Winick), le plus jeune dit qu'il tire son inspiration de son frère Christopher. Quant à Eric Marquette, il joue notamment dans Desperate Housewives, Les Experts, et Malcolm.
Il fait régulièrement des dons à différentes associations comme Sunshine Foundation (en), le Cancer, Jeux olympiques spéciaux et les enfants atteints de SIDA. Christopher vit avec sa famille à Los Angeles.

## Filmographie

### Cinéma
- 1995 : Sweet Nothing (en) de Gary Winick : Richie
- 1997 : MGM Sing-Alongs: Friends de Peter Fitzgerald (Documentaire) : Spencer Lionheart
- 1997 : MGM Sing-Alongs: Having Fun de Peter Fitzgerald (documentaire) : Spencer Lionheart
- 1997 : MGM Sing-Alongs: Being Happy de Peter Fitzgerald (documentaire) : Spencer Lionheart
- 1997 : MGM Sing-Alongs: Searching for Your Dreams de Peter Fitzgerald (documentaire) : Spencer Lionheart
- 1999 : The Tic Code de Gary Winick : Miles Caraday
- 2003 : Freddy contre Jason (Freddy vs. Jason) de Ronny Yu : Charlie Linderman
- 2004 : The Girl Next Door (titre québécois La Fille d'à côté) de Luke Greenfield : Eli
- 2005 : Sugar Mountain de Aaron Himelstein : Harvey
- 2005 : Fellowship de Luke Eberl : Ben
- 2005 : American Gun de Aric Avelino : David Huttenson
- 2005 : Just Friends (titre québécois Simplement amis?) de Roger Kumble : Mike Brander
- 2006 : Alpha Dog (titre québécois Mâle alpha) de Nick Cassavetes : Keith Stratten
- 2007 : Invisible (The Invisible) de David S. Goyer : Pete Egan
- 2007 : Graduation de Michael Mayer (en) : Carl Jenkins
- 2007 : Charlie Banks (The Education of Charlie Banks) de Fred Durst : Danny
- 2007 : Choose Connor de Luke Eberl : Tony
- 2007 : The Beautiful Ordinary de Jess Manafort : Felix
- 2007 : The Day the Dead Weren't Dead de Brandon Trost et Jason Trost : Eric Kowalski
- 2008 : Fanboys (titre québécois Les Fans) de Kyle Newman : Linus
- 2009 : Infestation de Kyle Rankin : Cooper
- 2009 : La Montagne ensorcelée (Race to Witch Mountain) de Andy Fickman : Pope
- 2009 : Fault Line de Luke Eberl :
- 2009 : Life During Wartime de Todd Solondz : Billy
- 2011 : Secret Identity de Michael Brandt : Oliver
- 2013 : Broken Horses de Vidhu Vinod Chopra (le générique du film mentionne 2014)
- 2015 : Fear Inc de Vincent Masciale
- 2018 : Nostalgia de Mark Pellington : Craig

### Télévision

#### Séries télévisées
- 1995 : Saturday Night Live (émission de télévision à sketches, émission Gabriel Byrne/Alanis Morissette) : Enfant (non crédité)
- 1996 : Aliens in the Family (8 épisodes) : Adam Brody
- 1996 : Beverly Hills 90210 créée par Darren Star (épisode Fearless) : Alex
- 1996-1997 : Another World créée par Irna Phillips et William J. Bell : Gregory John Hudson
- 1997 : New York, police judiciaire (Law & Order, titre québécois New York district) créée par Dick Wolf (épisode Double Down) : Ricky
- 1997 : Remember WENN (épisode And How!) : Patrick
- 1998 : Une nounou d'enfer (The Nanny) créée par Peter Marc Jacobson et Fran Drescher (épisode The Hanukkah Story) : Maxwell Sheffield jeune
- 1999 : Nash Bridges créée par Carlton Cuse (épisode Crosstalk) : Eddie Junior
- 1999 : Sept à la maison (7th Heaven titre suisse Une famille à toute épreuve) créée par Brenda Hampton (épisode Who Nose?) : Pete Lawrence
- 2000 : Urgences (ER) créée par Michael Crichton (épisode Abby Road) : Marty Dorset
- 2000 : La Guerre des Stevens (Even Stevens) créée par Matt Dearborn (épisode Heck of a Hanukkah) : Curtis Stevens
- 1999-2000 : Les Anges du bonheur (Touched by an Angel, titre québécois Mon ange) créée par John Masius (2 épisodes Fighting the Good Fight et An Angel on My Tree) : Tim / Cody Benson
- 2001 : Amy (Judging Amy) créée par Amy Brenneman et Jeffrey Klarik (épisode The Beginning, the End and the Murky Middle) : Colin Ingram
- 2001-2002 : Pasadena (12 épisodes) : Mason McAllister
- 2002 : Boston Public créée par David E. Kelley (épisode Chapter Forty-Eight) : Henry Freers
- 2003 : Miracles créée par Richard Hatem (épisode The Bone Scatterer) : Travis Prescott
- 2003-2005 : Le Monde de Joan (Joan of Arcadia) créée par Barbara Hall (44 épisodes) : Adam Rove
- 2000-2005 : La Vie avant tout (Strong Medicine) créé par Whoopi Goldberg et Tammy Ader (31 épisodes) : Marc Delgado
- 2006 : Huff créée par Bob Lowry (3 épisodes) : James Cullen
- 2011 : Esprits criminels créée par Jeff Davis (épisode Contrainte et forcée) : Jimmy Barret
- 2011 : Dr House créée par David Shore (épisode Fall From Grace) : Danny Jennings
- 2016 : Lucifer créée par Tom Kapinos (épisode Manly Whatnots) : Carver Cruz

#### Téléfilms
- 1998 : La Nouvelle Arche (Noah) de Ken Kwapis : Daniel Waters
- 1999 : Le Manipulateur (Lansky) de John McNaughton : Jake Lansky aux âges de 9 à 11 ans
- 2000 : Graine de héros (Up, Up, and Away!) de Robert Townsend : Randy
- 2000 : Geppetto (en) de Tom Moore : Featured
- 2001 : 61* de Billy Crystal : Angry Fan (non crédité)
- 2003 : The Ripples écrit par Peter Mehlman : Ed Ripple
- 2003-2004 : Fillmore ! (série télévisée, 4 épisodes) : Lab Coat Kid/Horn Leader / Toby / Jonas Castenda / Jamie Townsend*

## Doublage
- 1999 : Xyber 9: New Dawn (série télévisée)
- 2001 : Galaxie Lloyd (Lloyd in Space) (série télévisée, épisode Kurtlas the Symbiotic Boy)
- 2002 : Rocket Power: Race Across New Zealand de Broni Likomanov, Carol Millican et Jeff Scott (téléfilm)
- 2003 : Kids' Ten Commandments: A Life and Seth Situation de Ken C. Johnson et Richard Rich (Film sorti directement en vidéo) : Seth
- 2003 : Kids' Ten Commandments: The Not So Golden Calf de Ken C. Johnson et Richard Rich (Film sorti directement en vidéo) : Seth
- 2001-2003 : La Momie (The Mummy: The Animated Series) réalisée par Eddy Houchins et Dick Sebast (série animée, 26 épisodes) : Alex O'Connell
- 2005 : Thru the Moebius Strip de Glenn Chaika : Jac Weir

## Source
1. ↑  Traduction d'une partie de la biographie de (en) Christopher Marquette sur flixster. (page consultée le 12 février 2010)